# WISE 2056+1459
WISE 2056+1459 (= WISE J205628.91+145953.2) is een bruine dwerg met een spectraalklasse van Y0. De ster bevindt zich 23,3 lichtjaar van de zon.